# Xã Walnut, Quận Appanoose, Iowa
Xã Walnut (tiếng Anh: Walnut Township) là một xã thuộc quận Appanoose, tiểu bang Iowa, Hoa Kỳ. Năm 2010, dân số của xã này là 894 người.